# Моховське
Моховське́ (рос. Моховское) — село у складі Алейського району Алтайського краю, Росія. Адміністративний центр Моховської сільської ради.

## Населення
Населення — 879 осіб (2010; 1070 у 2002).
Національний склад (станом на 2002 рік):
- росіяни — 90 %